# Oberonia pachyambon
Oberonia pachyambon är en orkidéart som beskrevs av Rudolf Schlechter. Oberonia pachyambon ingår i släktet Oberonia och familjen orkidéer. Inga underarter finns listade i Catalogue of Life.